# Scypio (przydomek rodu patrycjuszy)
Scypio, Scypion (łac. Scipio, liczba mnoga Scipiones) to przydomek jednej z gałęzi patrycjuszowskiego rodu Korneliuszów z III/II wiek p.n.e. w antycznym Rzymie.
Sławne postacie posługujące się tym przydomkiem:
- Lucius Cornelius Scipio, konsul 350 p.n.e.
- Lucius Cornelius Scipio Barbatus, konsul 298 p.n.e.
- Gnaeus Cornelius Scipio Asina, konsul 260 p.n.e., 254 p.n.e.
- Lucius Cornelius Scipio, konsul 259 p.n.e.
- Gnaeus Cornelius Scipio Calvus, konsul 222 p.n.e.
- Publius Cornelius Scipio, konsul 218 p.n.e.
- Scypion Afrykański Starszy, słynny wódz rzymski z okresu II wojny punickiej
- Publius Cornelius Scipio Nasica, konsul 191 p.n.e.
- Lucius Cornelius Scipio Asiaticus, konsul 190 p.n.e.
- Lucius Cornelius Scipio 174 p.n.e.
- Publius Cornelius Scipio Nasica Corculum, konsul 162 p.n.e., 155 p.n.e.
- Scypion Afrykański Młodszy, wódz rzymski z okresu III wojny punickiej

- Publius Cornelius Scipio Nasica Serapio, konsul 138 p.n.e.
- Quintus Metellus Scipio Nasica, konsul 52 p.n.e.
- Publius Cornelius Scipio, konsul 16 p.n.e.